# Affjetaut
affjetaut (Kölsch für „abgetaut“) ist das zweite Album der Kölner Rockband BAP. Es erschien 1980 bei  Eigelstein Records und erreichte Platz elf der deutschen Albumcharts.

## Entstehung
Alle Songs des Albums wurden von Sänger Wolfgang Niedecken und dem 1980 zu BAP gestoßenen Gitarristen und Songwriter Klaus „Major“ Heuser geschrieben, der die musikalische Leitung der Band übernahm und dessen rocklastiger Einfluss hier erstmals deutlich wird. Kurz vor dem Produktionsbeginn des Albums im Oktober 1980 hatte es viele personelle Wechsel in der Band gegeben, was ebenfalls den Stil der Platte prägte. Als Gastmusiker spielte Matthias Keul an den Tasteninstrumenten sowie Mundharmonika auf Vun mir uss Kitsch; Büdi Siebert spielte Saxophon. Während das erste Album noch in Köln produziert wurde, entstand affjetaut im Oktober 1980 in den Sunrise Studios Kirchberg SG (Schweiz).

## Songs und Albumcover
Die ersten Songs sind überwiegend rockig gehalten, der Opener Ne schöne Jrooß wird auch heute noch auf BAP-Konzerten gespielt und avancierte zu einem der Bandklassiker. Das stark an Bob Dylans Ballad of a Thin Man angelehnte Wat ess? erzählt von aufdringlichen Reportern, während das Stollwerck-Leed unter Bezug auf die Stollwerckbesetzung Kritik an der Sanierungspolitik der Stadt Köln äußert. Anna erzählt mit einer lockeren Percussion-Untermalung von einer „komischen Frau“, und Häng de Fahn eruss handelt von der Freude über die Rückkehr einer verloren geglaubten Liebe und ist ein Rock-’n’-Roll-Song mit Saxophonsolo.
Helfe kann dir keiner ist eine gitarrenlastige, nachdenkliche Ballade, während die Ruut-wieß-blau querjestriefte Frau ein ebenfalls bis heute auf BAP-Konzerten gespielter Spaßtitel ist. Es folgt Vun mir uss Kitsch, ebenfalls eine Gitarrenballade. Das düstere Kumm op ming Sick ist wieder rockig mit verzerrten Gitarren und der Abschlusssong Pardong ist ein spaßiger Song in einem ruhigeren Easy-Listening-Stil mit Saxophon und Keyboard und einer Hintergrunduntermalung aus Kneipengeräuschen gehalten. Auf dem schwarzen Cover sind ein Mülleimer, ein Herd mit darauf stehender Kaffeekanne sowie ein geöffneter Kühlschrank zu sehen.

## Titelliste
1. Ne schöne Jrooß – (K. Heuser, W. Niedecken) – 5:32 (Seite A)
2. Wat ess? – (K. Heuser, W. Niedecken) – 4:01
3. Stollwerck-Leed – (K. Heuser, W. Niedecken) – 3:51
4. Anna – (K. Heuser, W. Niedecken) – 3:42
5. Häng de Fahn eruss –  (K. Heuser, W. Niedecken) – 2:35
6. Helfe kann Dir keiner – (K. Heuser, W. Niedecken) – 4:24 (Seite B)
7. Ruut-wieß-blau querjestriefte Frau – (W. Niedecken) – 5:31
8. Vun mir uss Kitsch – (W. Niedecken) – 2:48
9. Kumm op ming Sick – (W. Niedecken) – 5:42
10. Pardong – (W. Niedecken) – 3:48

Eine CD-Version des Vinyl-Albums wurde 1985 veröffentlicht.

## Neuveröffentlichung 2006
Das Album erschien 2006 erneut bei EMI als „Digital Remastered CD“ mit einer zusätzlichen CD mit nachstehendem Bonusmaterial:
1. Ne schöne Jrooß (Live „Rockpop in Concert“, Dortmund 1982) – (K. Heuser, W. Niedecken)
2. Wat ess? (Live „Rockpop in Concert“, Dortmund 1982) – (K. Heuser, W. Niedecken)
3. Vun mir uss Kitsch (Live „Rockpalast“, Essen '86) – (W. Niedecken)
4. Peter Gunn/Brand New Cadillac-Medley (Live, Köln, 1988) – (H. Mancini / V. Taylor)
5. Häng de Fahn eruss (Live, Köln, 1988) – (K. Heuser, W. Niedecken)
6. Anna (Live, Köln 1988) – (K. Heuser, W. Niedecken)
7. Helfe kann dir keiner (Live „Rockpalast“, Loreley 1982) – (K. Heuser, W. Niedecken)